# Fight Club - Members Only
Fight Club - Members Only è un film indiano del 2006 diretto da Vikram Chopra e prodotto da Ravi Walia e Sohail Khan. Protagonisti del film sono Zayed Khan, Sunil Shetty, Sohail Khan, Dino Morea, Ritesh Deshmukh, Amrita Arora, Diya Mirza, Aashish Chaudhary. Neha Dhupia e Kulbhushan Kharbanda fanno delle apparizioni cameo nella pellicola.